# Пханомрунг

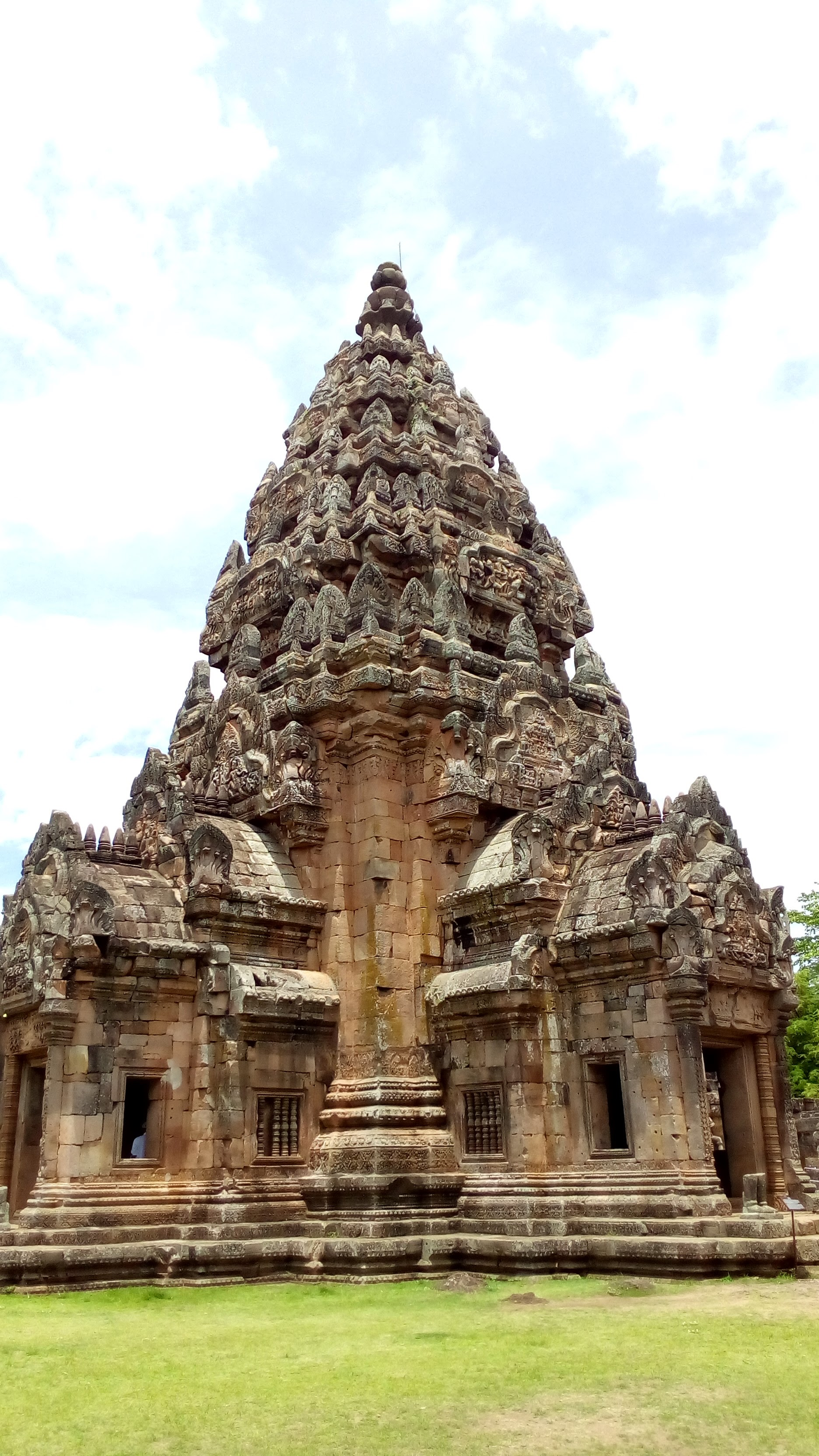
Головна вежа Пханомрунг

Пханомрунг (тай. พนมรุ้ง) — історичний парк у провінції Бурірам, Ісаан. Одна з найкрасивіших і найважливіших кхмерських пам'яток Таїланду.

## Назва
Назва походить від кхмерського «Внам Рунг», що означає «згаслий вулкан». Також зберігся напис, у якому святилище називають «Нерендрадіт'я».

## Географія

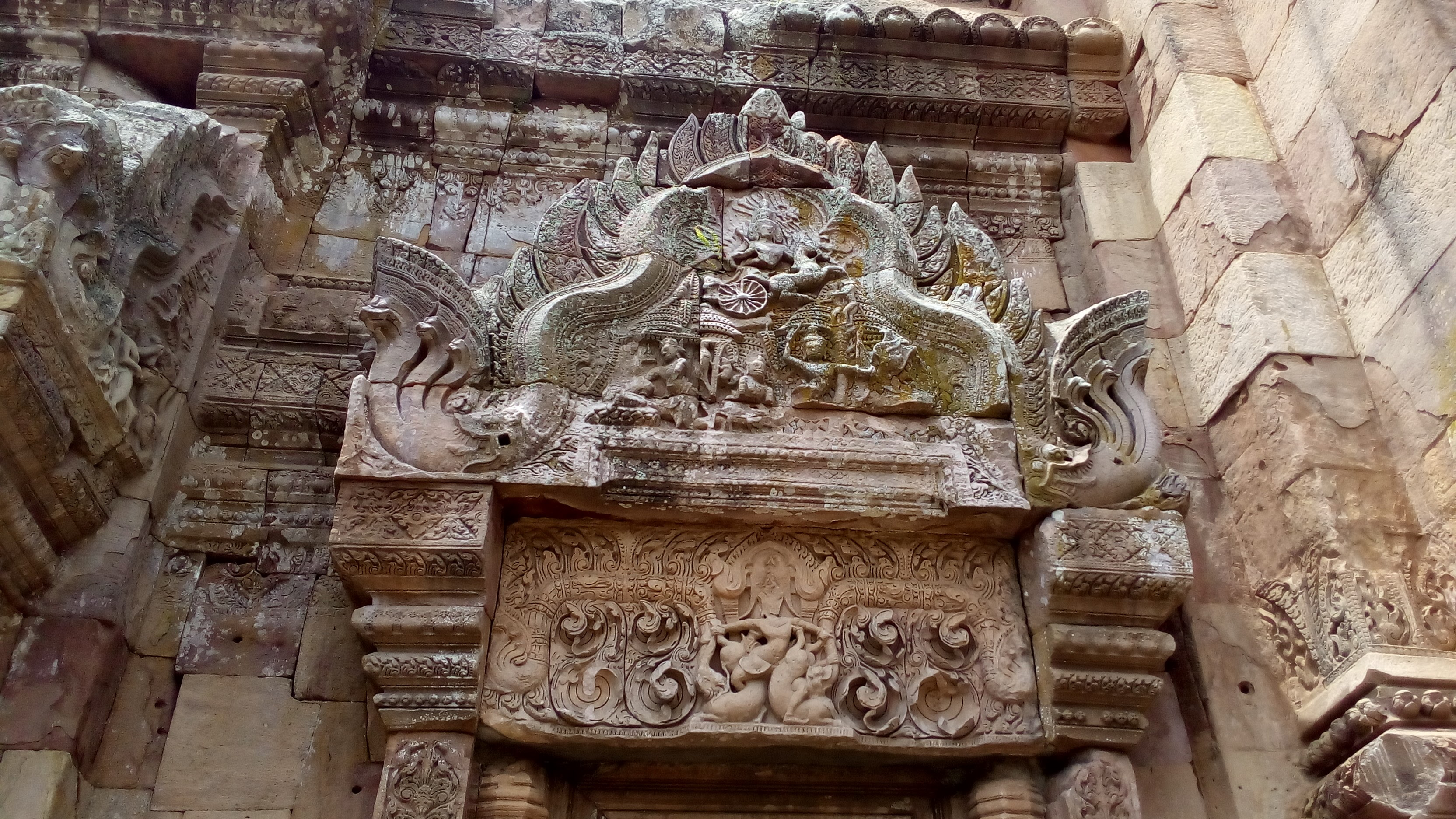
оздоблення Пханомрунг

Знаходиться на вершині згаслого вулкану (402 м над рівнем моря) у районі Чалерм Пра Кхіат, провінції Бурірам, Таїланд. Поруч з святилищем (10 км.) знаходиться кхмерська фортеця Прасат Муанг Там.

## Історія
Побудований між X—XIII ст. у честь бога Шиви нащадком династії Махідхарапура, родичем короля Сур'явармана II, засновника Ангхор Вату. Згаслий вулкан помітно вирізняється з навколишніх рівнин і вважалася місцевими за міфічну гору Кайласа, на якій знаходиться обитель Шиви, де він сидить в стані вічної медитації разом зі своєю дружиною Парваті. Ця гора вважалася центром Всесвіту.
Храм належить до типу гірських, що слугували для коронації всесвітнього монарха (чакравартина). 

## Об'єкти
- Священна водойма — прямокутної форми озеро створене на місці кратера вулкану.
- Основна башта храму — побудована з рожевого пісковика. У храмі знаходився лінгам — символ Шиви.
- «Павільйон для перевдягання» — будівля, де король чепурився перед сходженням до храму.
- Алея для процесій

## Визнання
Святилище ремонтувалося з 1935 року. Парк офіційно відкритий принцесою Сіріндхорн у 1988 році. 2004 року було подано заявки на включення в список об'єктів Світової спадщини ЮНЕСКО об'єктів, що знаходяться в Таїланді.